# Marcel Ichac
Marcel Ichac, född 1906, död 1994, var en fransk bergsbestigare, filmregissör, filmproducent, fotograf. Han deltog i den franska expeditionen till Annapurna, ledd av Maurice Herzog (1950), det första berget över 8000 m ö.h. att bestigas.
Marcel Ichac har gjort en film med titeln "Karakoram" där en fransk expedition 1936 till bergskedjan skildras. Filmen belönades med Silverlejonet vid Venedigs filmfestival 1937.